# Martina Michels

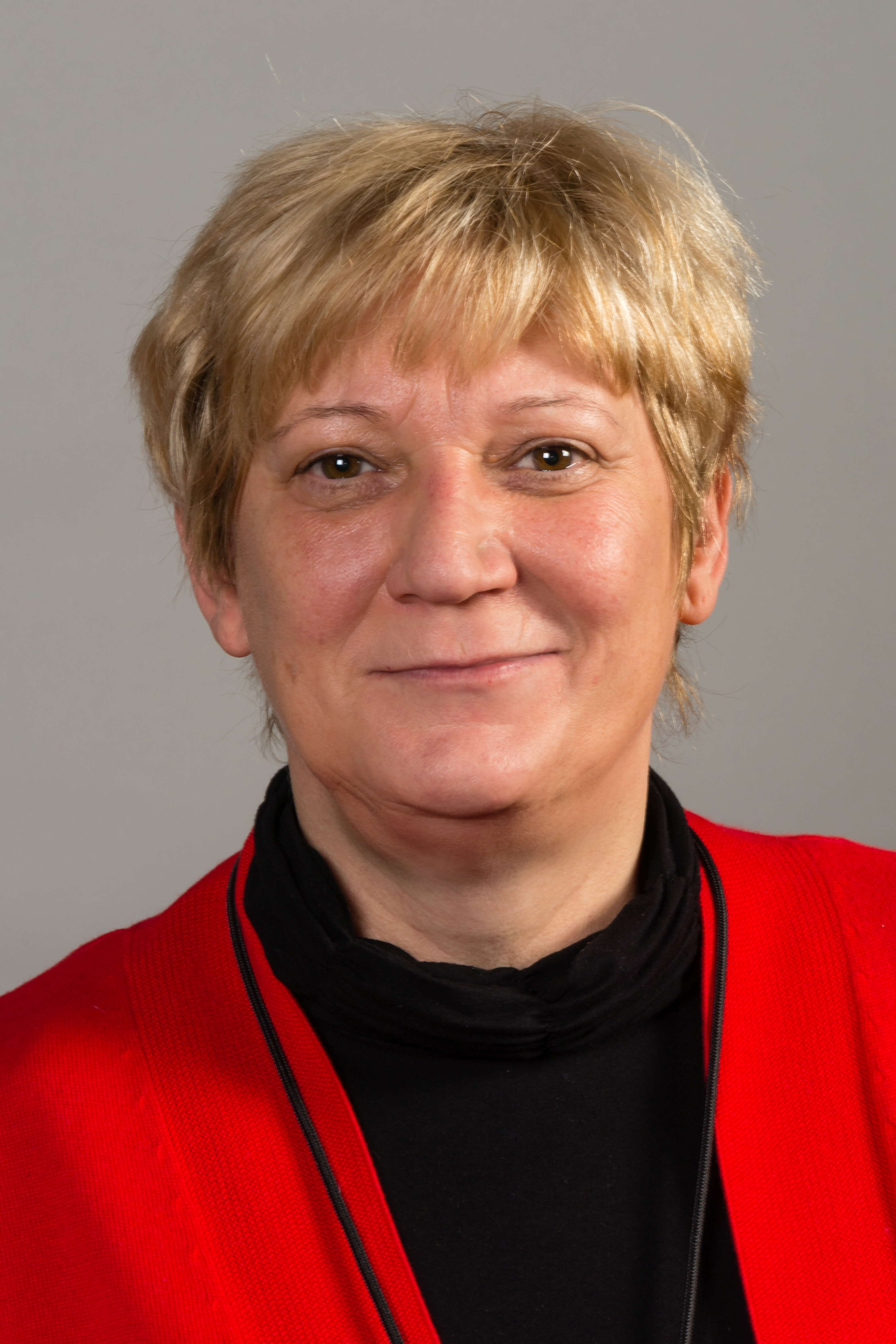
Martina Michels 2014

Martina Michels (Oost-Berlijn, 1 december 1955) is een Duitse politica voor de partij Die Linke. Sinds september 2013 is zij lid van het Europees Parlement.
Michels studeerde tot 1980 filosofie aan de Humboldtuniversiteit in Oost-Berlijn. Daarna werkte zij in het presidium van de vereniging URANIA die tot doel het om wetenschappelijke kennis in de DDR breed bekend te maken. Vanaf 1985 werkte ze voor het DDR-ministerie voor volksgezondheid. Na de Duitse hereniging ging dit ministerie op in het ministerie voor jeugd, vrouwen, familie en gezondheid van de Bondsrepubliek Duitsland. Hier werkte ze tot 1991 als referent van de vestiging in Berlijn. Vanaf 1976 was Michels lid van de Sozialistische Einheitspartei Deutschlands (SED), de communistische partij van de DDR, en bleef lid toen de partij haar naam veranderde in PDS en later opging in Die Linke. Van 1989 tot 1990 was ze lid van de gemeenteraad van Oost-Berlijn. Sinds 1991 is zij lid van het Abgeordnetenhaus von Berlin, het stadsparlement van Berlijn.
Na de dood van Lothar Bisky (september 2013) volgde Michels hem op als lid van het Europees Parlement. Bij de Europese verkiezingen van 2014 en 2019 werd zij rechtstreeks in het Parlement verkozen.